# (36425) 2000 PM5
(36425) 2000 PM5 est un astéroïde troyen de Jupiter découvert en 2000.

## Description
(36425) 2000 PM5 a été découvert le 5 août 2000 à l'observatoire Palomar, situé au nord de San Diego en Californie, par Paul G. Comba.

### Caractéristiques orbitales
L'orbite de cet astéroïde est caractérisée par un demi-grand axe de 5,19 ua, un périhélie de 4,79 ua, une excentricité de 0,08 et une inclinaison de 6,22° par rapport à l'écliptique. Du fait de ces caractéristiques, à savoir un demi-grand axe compris entre 4,6 et 5,5 ua et un périhélie inférieur à 0,3 ua, il est classé, selon la JPL Small-Body Database, astéroïde troyen de Jupiter du camp troyen. Il est situé au point de Lagrange L5 du système Soleil-Jupiter.

### Caractéristiques physiques
(36425) 2000 PM5 a une magnitude absolue (H) de 12,3 et un albédo estimé à 0,273.